# 溺鬼
溺鬼，是指溺死的人变的鬼。因为掉落在水中溺死而變。溺鬼一般長著綠色或紅色的眼睛,可以像魚一樣在水中快速游動。《北夢瑣言》另有云:「江河邊多倀鬼,往往呼人姓名,應之者必溺,乃死者魂誘之也。」因有這種求人取代的利益驅動,所以人臨水邊,常因受到溺鬼的迷惑而投水。也叫淹死鬼，和吊死鬼(縊鬼),都必須找到生人替代,才能轉世。這些尋找替代的過程,稱為求替，一部分是自殺的。又名落水鬼、水鬼、水浸鬼,其皮膚像抹了油一樣的黏滑,它在水中其力氣像十個成年男子加在一起那麼大。總是想把人拉到水裡淹死。漢民族故事亦有〈漁夫與溺鬼〉，里面漁夫要溺鬼先助他發財。《妄妄錄》卷一二有說溺鬼会化而為羊。溺死和縊死都属非正常死亡。

## 记载
【不明】：吾谓人死则譬诸灯灭,形影俱息,安得有鬼?俗语说得好,疑心生暗鬼,可知神鬼二字,是由疑心生出来的。方今格致日明, ... 饭罢无事,心斋偶翻日报消遣,忽检着一纸内有苏城童稚,连日被溺一则,略谓童稚被溺,系此地溺鬼讨替所致,并有某少年撰一短篇文字,刊于报首。
《掃迷帚》第三回：飯罷無事,心齋偶翻日報消遣,忽檢著一紙內有蘇城童稚,連日被溺一則,略謂童稚被溺,係此地溺鬼討替所致,並有某少年撰一短篇文字,刊於報首。心齋閱畢,喜有同志,因故意把這篇文高聲朗誦道:「地非臨濟,何來妒婦之,津境異瀟湘,詎赴靈妃之召。
《益智錄》及河心,吾拽溺之。渠覺,大呼其兄曰:『兄至家,竭力事親無俟弟;弟作此處之溺鬼。』兄聞之,連衣躍水救之。是兄是弟,世所罕有,吾安忍害之!故聽其自涉而去。」柳曰:「君以仁義為心,令人欽佩。」鬼忽數夕不至,至而問之,曰:「冥王傳吾去,責吾私縱替代。
【不明】：飲則酹酒於地,祝云『河中溺鬼得飲』,以為常。」 夜不獲一魚,意頗失。少年起曰:『請於下流為君驅之。』遂飄然去。少間,復返,曰:『魚大至矣。』果聞唼呷有聲。舉網而得數頭,皆盈尺。喜極,申謝。欲歸,贈以魚,不受,曰:『屢叨佳醞,區區何云報。

## 参看
中国妖怪列表
船幽灵